# Ormosia subnubila
Ormosia subnubila là một loài ruồi trong họ Limoniidae. Chúng phân bố ở miền Tân bắc.